# Nassauvia glomerulosa
Nassauvia glomerulosa là một loài thực vật có hoa trong họ Cúc. Loài này được (Lag. ex Lindl.) D.Don mô tả khoa học đầu tiên năm 1832.